# MHK Spartak Moskwa
MHK Spartak Moskwa (ros. МХК Спартак Москва) – rosyjski klub hokeja na lodzie juniorów z siedzibą w Moskwie.

## Historia
- Spartak 2 Moskwa (–2009)
- MHK Spartak Moskwa (2009-)

Od 2009 drużyna występuje w rozgrywkach juniorskich MHL.
Zespół działa jako stowarzyszony z klubem seniorskim Spartak Moskwa z rozgrywek KHL.

## Sukcesy
- Srebrny medal MHL: 2013
- Złoty medal MHL /  Puchar Charłamowa: 2014, 2025
- Pierwsze miejsce w Dywizji Złotej (Zachód) w sezonie zasadniczym MHL: 2025
- Pierwsze miejsce w Konferencji Zachód w sezonie zasadniczym MHL: 2025
- Pierwsze miejsce w sezonie zasadniczym MHL: 2025

## Szkoleniowcy
- Aleksandr Barinew, Dmitrij Gogolew (2009/2010)[5]
- Oleg Bratasz, Dmitrij Gogolew (2010/2011)[6]
- Oleg Bratasz (2011/2012)[7]
- Władimir Tiurikow (2012/2013)[8]
- Oleg Bratasz (2013/2014)[9]
- Władimir Tiurikow, Wadim Jepanczincew (2014/2015)[10]
- Dmitrij Frołow (2015/2016)[11]
- Władimir Tiurikow (2016-)[12][13][14][15][16]
- Aleksandr Filippow (2021-2022)[17]
- Filipp Metluk (2022-2023)[18]
- Aleksandr Barkow (2023-)[19]